# Make America Great Again

Wahlkampfemblem Donald Trumps mit dem Slogan (2016)

Make America Great Again (deutsch Macht Amerika wieder großartig), kurz MAGA, ist ein Slogan, der in Präsidentschaftswahlkämpfen der Vereinigten Staaten mehrfach gebraucht worden ist. Prominent von Ronald Reagan im Rahmen seines Wahlkampfs 1980 benutzt, machte ihn Donald Trump in seinem Wahlkampf 2015/2016 zum Hauptmotto. Auch Barry Goldwater und Bill Clinton benutzen ihn. Der Slogan wurde in Politik, Kunst und Popkultur aufgegriffen und adaptiert.

## Benutzung durch Ronald Reagan

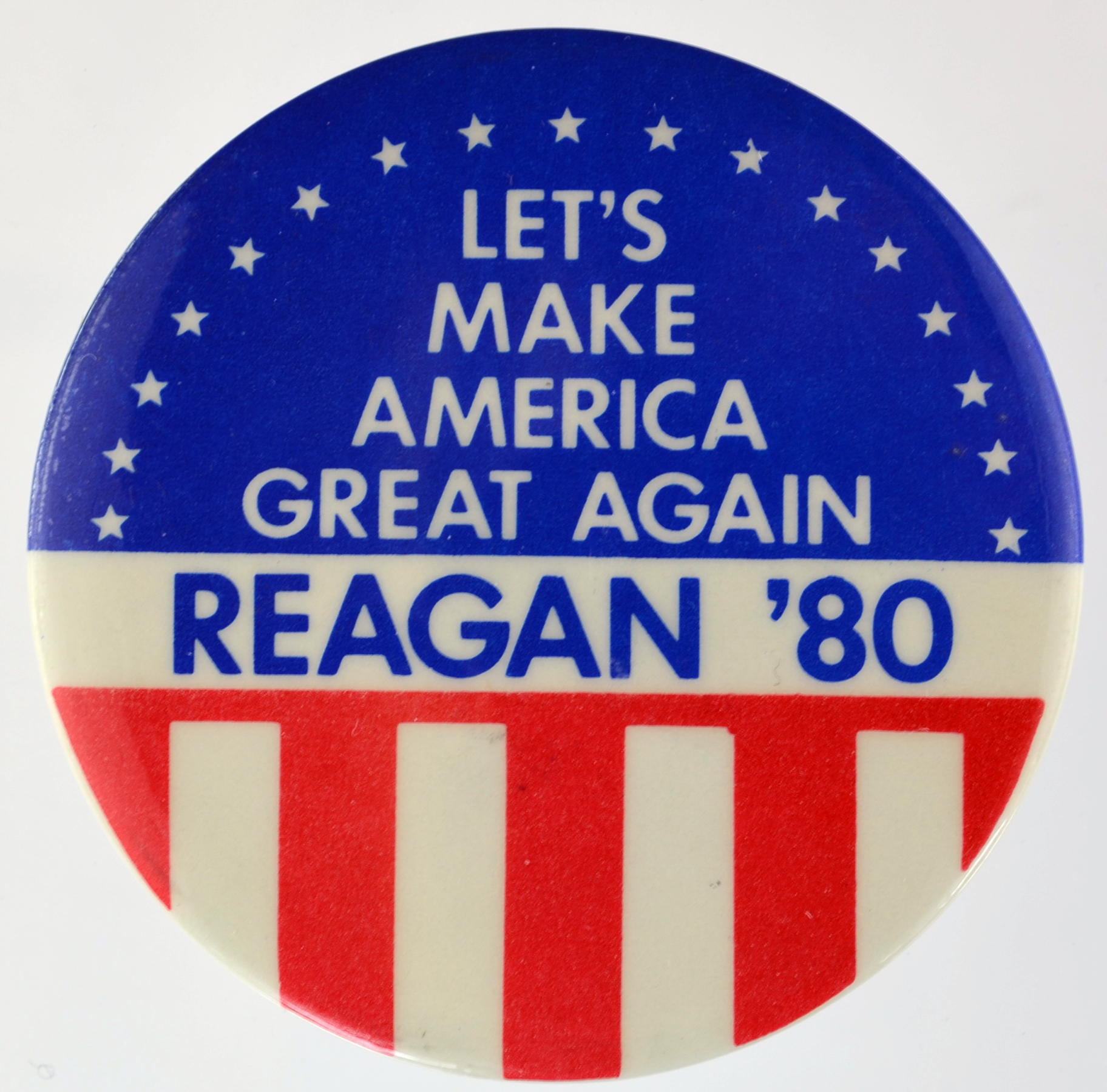
Wahlkampfbutton Reagans (1980)

Ronald Reagan nutzte den Slogan Let’s make America great again für seinen Präsidentschaftswahlkampf 1980, als er in der damaligen ideellen und wirtschaftlichen Krise (Stagflation) an den Patriotismus der Wähler appellierte und eine frühere Zeit beschwor, die einfache Antworten auf komplexe Probleme gab und keinen Zweifel an der amerikanischen Überlegenheit zuließ. So versprach Reagan in der Rede bei der Republican National Convention 1980 denjenigen, die hoffnungslos geworden seien, sie am „großen nationalen Kreuzzug“ teilhaben zu lassen, um Amerika „wieder großartig“ zu machen („For those who’ve abandoned hope, we’ll restore hope and we’ll welcome them into a great national crusade to make America great again“), was auf den Reputationsverlust der USA insbesondere in der Regierungszeit Jimmy Carters bezogen war.

## Benutzung durch Donald Trump

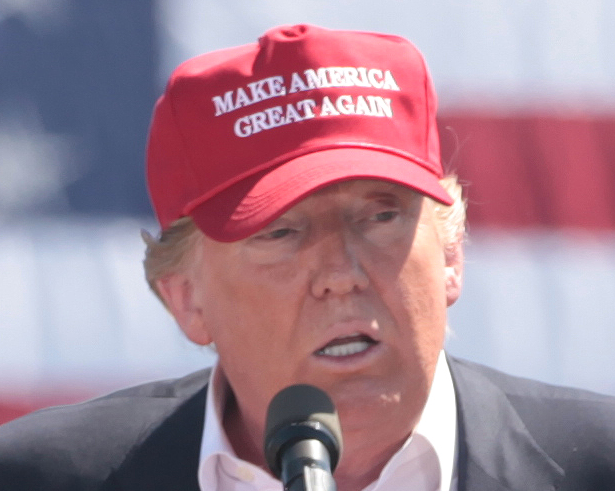
Donald Trump mit einem der roten Caps mit dem Slogan (2016)

Donald Trump nutzte den Slogan bereits vor Beginn seiner Kampagne zur Präsidentschaft und behauptete im März 2015, er habe sich den Slogan selbst ausgedacht. Nach Mitt Romneys Niederlage 2012 habe er einen Slogan für eine mögliche Kampagne gesucht. Dabei schrieb sein Berater Roger Stone bereits im September 2012 in einem Tweet: „Make America Great Again — TRUMP HUCKABEE 2012 #nomormons“. Trump selbst hatte schon im Dezember 2011 erwähnt, dass er möglicherweise als Unabhängiger bei der Präsidentschaftswahl 2012 antreten werde, um Amerika wieder großartig zu machen, und wiederholte diese Wortwahl mehrfach in den nächsten Monaten, da eine Gruppe seiner Unterstützer in Texas die Gründung der Make America Great Again Party angekündigt hatte. Am 12. November 2012 ließ Trump den Slogan beim United States Patent and Trademark Office für politische Zwecke registrieren. Nachdem mehrere seiner Konkurrenten innerhalb der Vorwahl der Republikaner den Slogan in ihren Veranstaltungen aufgegriffen hatten, ließ er Scott Walker und Ted Cruz deshalb abmahnen. Im August 2015 brachte Trump sein 2011 erstmals erschienenes Buch Time to Get Tough als Taschenbuch heraus und änderte den Untertitel von Make America #1 Again zu Make America Great Again. Trumps Slogan war so erfolgreich, dass er denjenigen seiner demokratischen Konkurrentin Hillary Clinton, „Stronger together“ (stärker gemeinsam), an den Rand drängte. Die Website für Trumps Präsidentschaftsübergang von November 2016 bis Januar 2017 fand sich unter der URL GreatAgain.gov.
Der Inhalt ist so unbestimmt, dass der Slogan zur weiten Projektionsfläche taugt, zugleich aber immer in Richtung von etwas Reaktionärem weist. Trump selbst bezog das Motto auf Arbeitsplätze, Unternehmertum und militärische Stärke („to me, it meant jobs. It meant industry, and meant military strength. It meant taking care of our veterans. It meant so much“). Angesprochen darauf, zu welcher Zeit Trump Amerika zurückführen wolle, nannte er die Jahrhundertwende, in der amerikanischer Unternehmergeist für wirtschaftliche Prosperität gesorgt habe, und die späten 1940er und 1950er Jahre, in denen Amerika „niemand herumgeschubst“ habe und „wir von allen respektiert wurden“ – eine Vorstellung, die Stephan Bierling als illusorisch bezeichnet hat. Einige Anthropologen haben die Anziehungskraft des Slogans eher auf das Make als auf das Great bezogen: Der Geist des Anpackens werde durch den Imperativ zu einer konkreten Mission, etwas Reales zu schaffen und Selfmademan zu werden. Zugleich diente der Slogan der Abgrenzung zur Präsidentschaft Barack Obamas (wie bei Reagan gegenüber Carter) und der Unterstützung von Trumps politischem Tenor „America First“ – einer nationalistischen Handels-, Immigrations- und Sicherheitspolitik für die Unzufriedenen in der Gesellschaft.
Bill Clinton sprach im Wahlkampf 2016 davon, dass Trumps Slogan auf rassistische Vorstellungen zurückgehe – ein Weißer aus den Südstaaten verstehe den Spruch unwillkürlich so, dass seine frühere privilegierte Position in der Gesellschaft wiederhergestellt werden solle. Auch die Literatur-Nobelpreisträgerin Toni Morrison interpretierte den Slogan so: „‚Make America Great Again‘ means ‚Make America White Again.‘“ Der Publizist Mugambi Jouet sah den Slogan als Fortentwicklung des amerikanischen Exzeptionalismus, der von einem akademischen Konzept während der Präsidentschaft Obamas zu einem Standardelement konservativer Rhetorik geworden war und dazu benutzt wurde, Obama (und anderen Angehörigen von Minderheiten) in einer versteckt nativistischen Weise „unamerikanisches“ Verhalten und vermeintlich sozialistische oder dschihadistische Sympathien zu unterstellen und so zu delegitimieren.

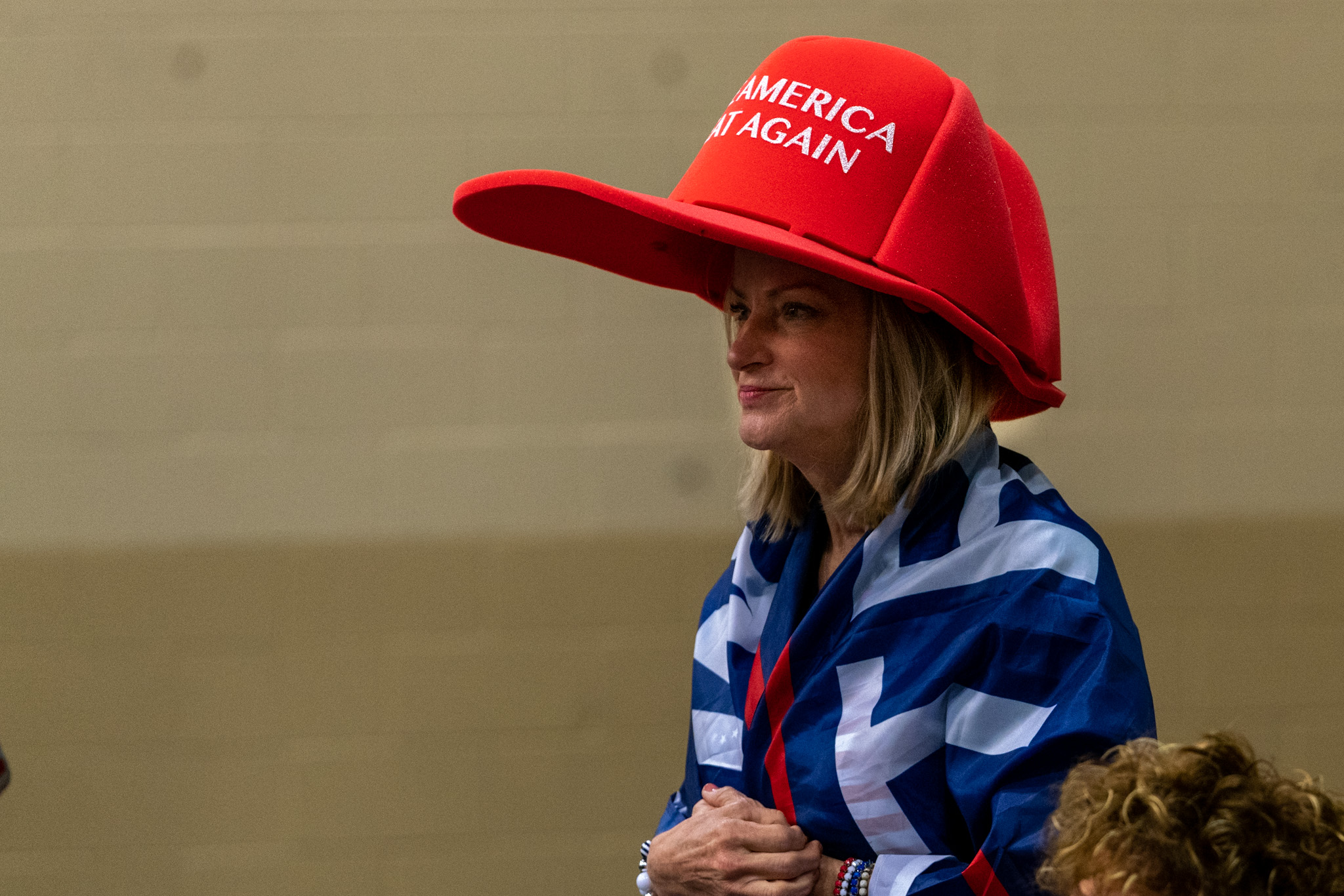
Frau mit überdimensionaler MAGA-Mütze bei einer Veranstaltung mit Mike Pompeo im Januar 2020 in Florida.

Für eine besondere Identifikation sorgte die von Trumps Kampagne zum Merchandising eingesetzte, schlicht gestaltete Schirmmütze in roter Farbe, die vorn den in Times New Roman gesetzten Slogan zeigt. Trump selbst bezeichnete sie als „größtes Symbol“ seiner Kampagne, die millionenfach verkauft worden sei, und verwies mit Stolz darauf, dass sie es zu einer Empfehlung durch die Stil-Sektion der New York Times gebracht habe. Die Zeit wies darauf hin, dass eine solche, günstig produzierte, nur in einer Größe erhältliche Trucker Cap mit breiter Front – anders als die Baseballcap des Mittelstands – als Mütze des Anti-Establishments gilt. Ihre weite Verbreitung ist mit der auratischen Wirkung von Donald Trumps bekannt gewordener Frisur und mit der Wiederaneignung der ästhetischen Kultur des White Trash durch die Hipster in Verbindung gebracht worden, die im Sommer 2015 die Mützen zu einem – ironischen – Modetrend machten. Im Januar 2019 erklärte Politico die Mütze zum kulturellen Marker und zum Symbol der Trump-Ära, deren öffentliches Tragen für öffentliche Auseinandersetzungen und Polarisierung sorge. Herstellung und Vertrieb der Mütze wurden vielfach auf ihre Glaubwürdigkeit bezüglich Donald Trumps Motto des Buy American („Kauf amerikanisch“) hinterfragt. So wurde berichtet, dass die von Trumps Wahlkampagne selbst verkauften Mützen in einer Fabrik südlich von Los Angeles hauptsächlich von Latinos gefertigt wurden, dass ihre Textilien jedenfalls teilweise nicht aus amerikanischer Produktion stammten und dass der Online-Vertrieb von einer kanadischen Firma organisiert werde. Zudem wurden viele Nachahmungen nicht in den USA gefertigt, während sich Gerüchte nicht bestätigten, dass die von Trumps Wahlkampagne vertriebenen Mützen in China hergestellt worden seien.
Die Abkürzung #MAGA wurde als Hashtag durch Trumps Twitter-Nachrichten bekannt. Nachdem Trump im Rahmen seiner ersten Präsidentschaft im September 2017 Bereitschaft signalisiert hatte, als Kinder illegal in die USA Eingewanderte entgegen seinem Wahlkampfversprechen nicht abzuschieben (siehe Deferred Action for Childhood Arrivals), kam in den sozialen Netzwerken der Hashtag #burnmyMAGAhat auf, und es wurden unter Rechtskonservativen seiner Wählerbasis Videos geteilt, in denen MAGA-Mützen verbrannt wurden.
Für die Präsidentschaftswahl 2020 ließ sich Trump vorab den Slogan „Keep America Great!“ registrieren, veröffentlichte allerdings kurz vor der Wahl auf YouTube ein Video mit dem Titel „M-A-G-A!“, in welchem weiterhin der ursprüngliche Slogan verwendet wurde.

## Adaptionen und Rezeption

### In der Politik

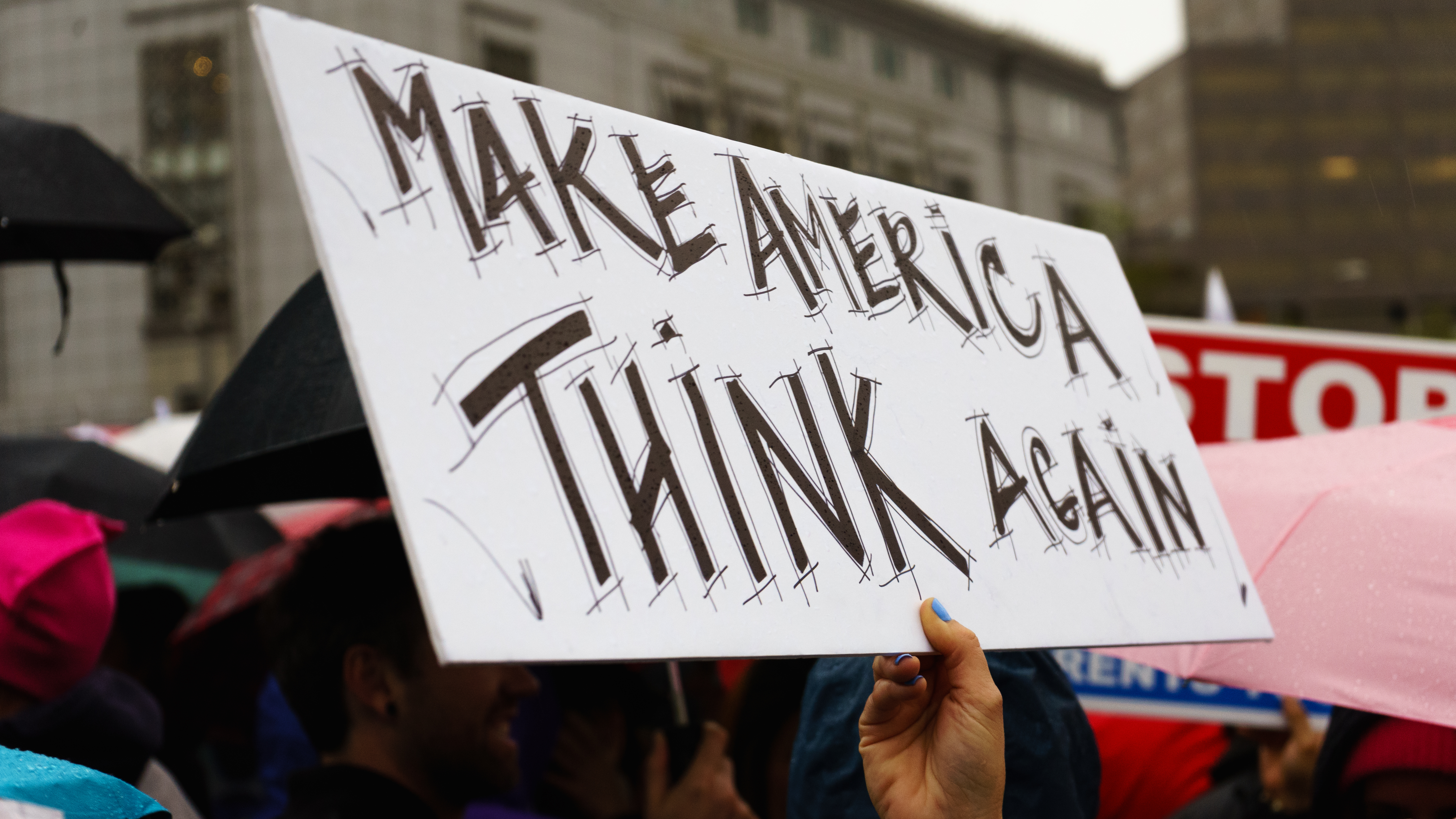
Eine von vielen politischen Adaptionen: Make America Think Again beim Women’s March am Tag nach Donald Trumps Amtseinführung im Januar 2017 in San Francisco

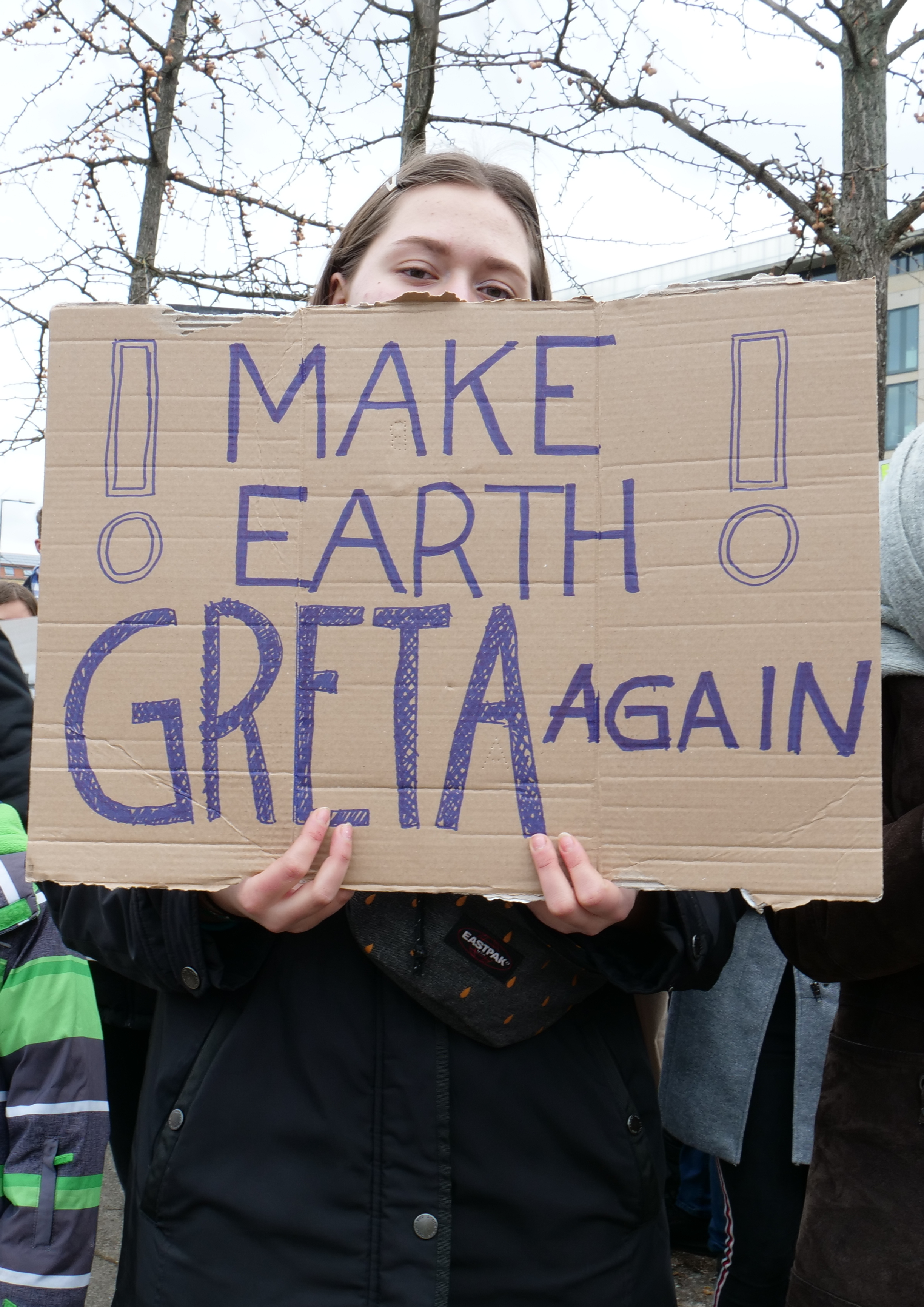
Demo in Berlin

Die rechtspopulistische frühere Senatskandidatin Christine O’Donnell, die der Tea-Party-Bewegung nahestand, gab im Jahr 2011 ihren Memoiren „Troublemaker“ („Unruhestifter“) den Untertitel „Let’s Do What It Takes to Make America Great Again“; ihr Wahlkampf wurde unter anderem deshalb mit dem Trumps einige Jahre später parallelisiert. Vor der Halbzeitwahl im November 2018 bezogen sich viele Kandidaten der Republikaner positiv auf Trump und seinen Slogan. Ein republikanischer Vorwahl-Kandidat für den Senat der Vereinigten Staaten in Indiana, Todd Rokita, zeigte im April 2018 seine Verbundenheit mit dem Präsidenten in einem MAGA betitelten Wahlkampfspot, indem er darin eine rote Make America Great Again-Mütze aufsetzte. Ron DeSantis, der als Gouverneurskandidat in Florida antrat, wurde in einem Werbespot zur Vorwahl gezeigt, wie er seiner jungen Tochter das Sprechen anhand eines MAGA-Posters Trumps beibrachte.
Der Slogan wurde ab 2015 immer wieder adaptiert und verfremdet. Der französische Präsident Emmanuel Macron schloss Anfang Juni 2017 seine Rede in Reaktion auf Trumps Ankündigung, das Pariser Übereinkommen zum Klimaschutz zu verlassen, mit der Aufforderung: „Make Our Planet Great Again“. Die zugehörige Kurznachricht Macrons bei Twitter wurde über 230.000 Mal retweetet, mehr als bis dahin jede andere der französischen Politik, und Macron ließ unter diesem Namen eine Website aufsetzen, die dafür werben soll, dass Klimabesorgte nach Frankreich auswandern. Der republikanische Senator Ben Sasse kritisierte Trumps protektionistische Politik im Mai 2018 mit den Worten, Make America Great Again meine nicht Make America 1929 Again (den Beginn der Weltwirtschaftskrise). Viktor Orbán formulierte im ersten Monat der ungarischen EU-Ratspräsidentschaft 2024 den Slogan Make Europe Great Again.

### In der Popkultur
Der Slogan wurde in der Popkultur vielfach aufgegriffen und verarbeitet. Die Künstlerin Illma Gore sorgte mit einer Buntstiftzeichnung mit diesem Titel im April 2016 für Aufsehen, die einen Akt Trumps mit Mikropenis zeigt und in einer Londoner Galerie ausgestellt ist. Die Band Pussy Riot nahm unter diesem Titel einen Protestsong gegen Trump auf, der im Oktober 2016 kurz vor der Präsidentschaftswahl veröffentlicht wurde und – insbesondere im von Jonas Åkerlund geschaffenen Musikvideo – eine dystopische Welt nach Trumps Wahlsieg schildert. John Oliver erklärte in einem Segment seiner Late-Night-Show Last Week Tonight im März 2016, dass Trump nach seinen Vorfahren „Drumpf“ genannt werden solle, und endete mit der Aufforderung „Make Donald Drumpf Again“. Von den Schirmmützen mit diesem Slogan verkaufte Oliver 35.000 Stück. Weltbekannt wurde im Mai 2016 ein Wandbild in der litauischen Hauptstadt Vilnius, das Trump und Wladimir Putin bei einem Kuss zeigt, der an Dmitri Wrubels Bruderkuss-Gemälde angelehnt ist und den Titel „Make Everything Great Again“ trägt. Das im Oktober 2015 veröffentlichte Remix-Album der Band Fall Out Boy zu ihrem Studioalbum American Beauty/American Psycho trägt den Titel Make America Psycho Again. Der Rapper Snoop Dogg veröffentlichte im Herbst 2017 die EP Make America Crip Again, das auf die Herkunft des Künstlers aus der Crip-Gang anspielt und als Cover zum einen eine blaue Mütze mit dem Albumtitel entsprechend den roten MAGA-Mützen, zum anderen eine mit einer amerikanischen Flagge bedeckte Leiche zeigt, an deren Fuß ein Schild mit Trump angebracht ist. Anlässlich des Besuches von Greta Thunberg in den USA wurde der Slogan zu Make America Greta Again abgewandelt.